# John Joseph Hayes
John Joseph Hayes, más conocido como incluso John Hayes y como Johnny Hayes, nacido en Nueva York el 10 de abril de 1886 y muerto en Englewood el 25 de agosto de 1965, fue un atleta estadounidense que consiguió la medalla de oro olímpica en la prueba de maratón en los Juegos Olímpicos de Londres 1908. También es considerado el primer récord de la prueba de maratón con una marca de 2h55'18"4.